# Orlando (Oklahoma)
Orlando est une ville américaine située dans les comtés de Logan et Payne dans l'État de l'Oklahoma. En 2010, sa population est de 148 habitants.

## Source de la traduction
- (en) Cet article est partiellement ou en totalité issu de l’article de Wikipédia en anglais intitulé « Orlando, Oklahoma » (voir la liste des auteurs).